# Ptinus schatzmayeri
Ptinus schatzmayeri là một loài bọ cánh cứng trong họ Ptinidae. Loài này được Pic mô tả khoa học năm 1934.